# تراموا کاسل
تراموا کاسل (انگلیسی: Trams in Kassel) سیستم تراموا در شهر کاسل، آلمان است.
این تراموا در سال ۱۸۷۷ با نیروی حرکتی بخار تأسیس و در سال ۱۸۹۷ برقی شده‌است، تراموا کاسل دارای ۷ خط، ۱۲۷ ایستگاه و ۹۳.۳ کیلومتر طول است.

## نگارخانه

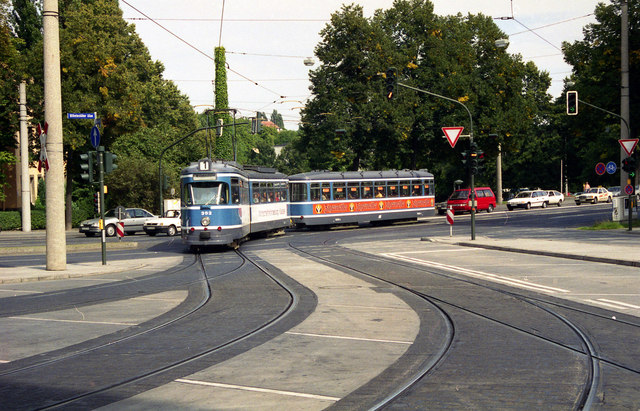
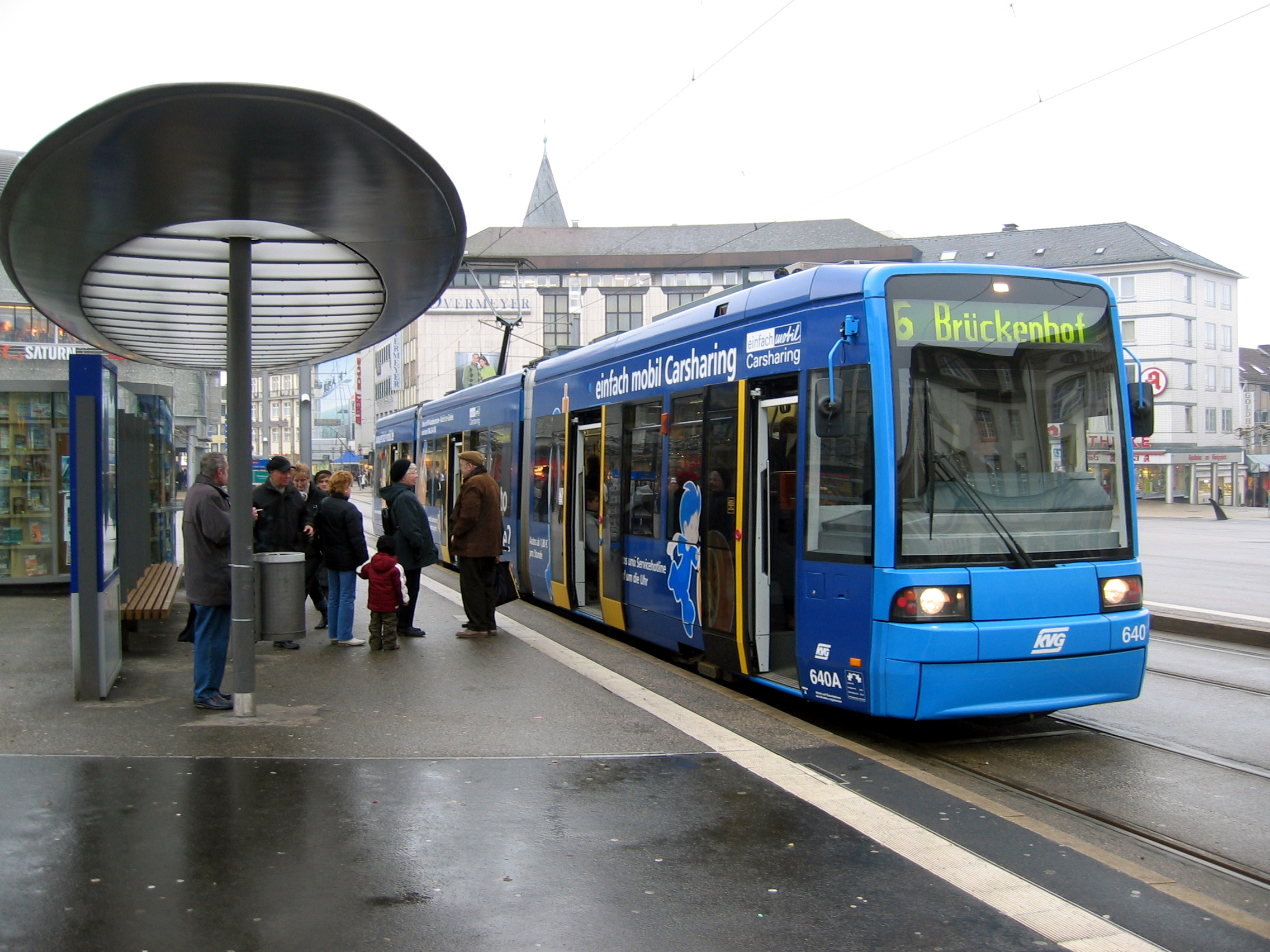